# 300634 Chuwenshin
300634 Chuwenshin è un asteroide della fascia principale. Scoperto nel 2007, presenta un'orbita caratterizzata da un semiasse maggiore pari a 2,5972442 au e da un'eccentricità di 0,1323804, inclinata di 7,67300° rispetto all'eclittica.